# Securicula gora
Securicula gora är en fiskart som först beskrevs av Hamilton 1822.  Securicula gora ingår i släktet Securicula och familjen karpfiskar. IUCN kategoriserar arten globalt som livskraftig. Inga underarter finns listade i Catalogue of Life.